# 中国大陸におけるウィキペディアへのアクセス封鎖
中国大陸におけるウィキペディアへのアクセス封鎖（ちゅうごくたいりくにおけるウィキペディアへのアクセスふうさ）は、中華人民共和国（香港とマカオを除く）にあるインターネットサービスプロバイダ(ISP)が、ウィキペディアを含むウィキメディア財団系列サイトへのアクセスを意図的に封鎖し、中国大陸に住む中国人が通常の手段を用いてこれへのアクセスを不能にしていたことを指す。

## 概要
中国政府とその支配下のISPは大陸に住む中国人が同国に議論を巻き起こす可能性があるインターネット・サイトへのアクセスを常に審査している。ウィキメディア財団系列のサイトは中国政府から事前注意、事後説明なしにこれまで少なくとも7回のアクセス封鎖を受けている。2004年に始まった一連の封鎖は、北京オリンピック直前の2008年7月末に解かれ、その後何度も封鎖されて、2015年5月19日から封鎖は行われている。
経験がある大陸在住のインターネットユーザーはさまざまな手段を用いてこれを回避することが可能であったが、一般のインターネットユーザーがウィキペディアにアクセスすることは容易でないため、中国語版ウィキペディアの編集は台湾、香港、マカオの居住者やその他国外にいる中国人によるものが主となっている。
一方で、ウィキペディアに掲載されている記事で、中国政府に影響を与えないような内容は、百度百科など、中国の他のサイトに転載して利用されることも多く、一種の検閲となっている。
2015年12月4日頃から、中国国内の諸言語のうち、北京語版、広東語版、呉語版及びウイグル語版は全遮断されたが、贛語版、漢文版、白話字で書かれる閩南語版、客家語版、閩東語版及びチベット語版、朝鮮語版は遮断されていない。また、2017年12月28日よりウィキペディア日本語版のデスクトップバージョンが中国大陸部で遮断された。
2019年4月23日から、ウィキメディア・コモンズ等のウィキメディア・プロジェクトを含む全言語版のウィキペディアが中国大陸部で遮断された。ウィキメディア財団は、遮断の理由は分からず、当局からの通知はないとしたうえで、公開情報の自由な入手は「基本的な人権だ」と主張し、遮断の解除を求めている。
国境なき記者団によると2019年度の「世界報道自由度ランキング」では世界180カ国中177位となっている。

### News reports
- Reporters without Borders article
- New York Times Article
- CBS News Article
- Reuters Canada Article
- Aljazeera Article.
- China 'unblocks' Wikipedia site (BBC News)
- Reference Tool On Web Finds Fans, Censors (Washington Post Foreign Service)
- Full Text: Cui Objects to Wikipedia Shutdown (translated by The Washington Post Beijing Bureau)
- Full Text: Shi's Defense of Wikipedia (translated by The Washington Post Beijing Bureau)
- China and Internet Censorship (CNN.com)
- Authorities block access to online encyclopaedia (International Freedom of Expression Exchange (IFEX))
- Wikipedia Versus China The Hour with George Stroumboulopoulos, interview with Jimmy Wales, 13 Oct. 2006